# 韋雷斯尼亞河
韋雷斯尼亞河（羅馬化：Veresnia）是烏克蘭的河流，位於該國中北部，屬於烏日河的支流，發源自泰爾馬希夫卡以西，流經基輔州，河口處在魯德尼亞-韋列斯尼亞以北，河道全長58公里，流域面積373平方公里。